# اربوات

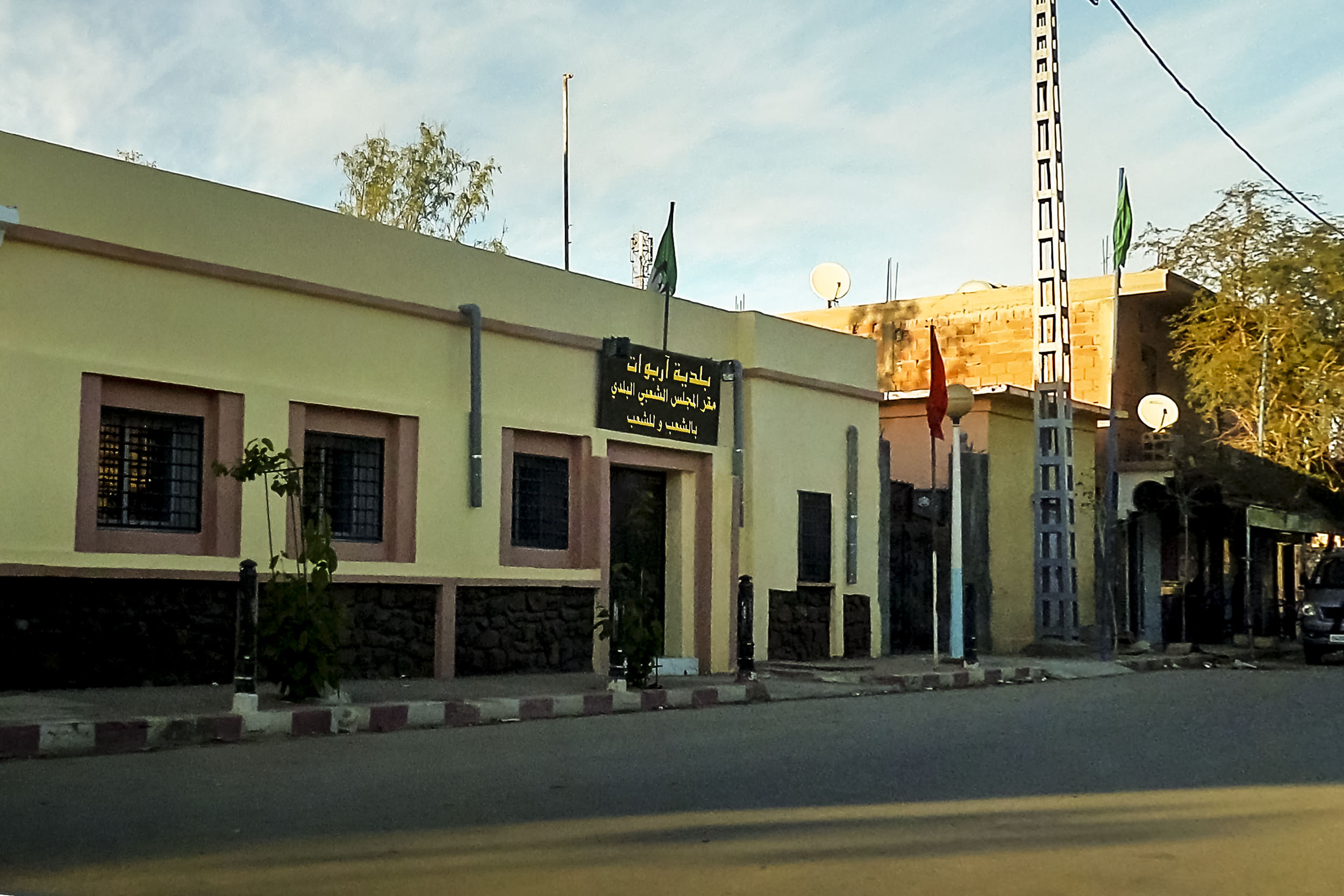
اربوات

اربوات (به عربی: أربوات) یک شهرداری‌های الجزایر در الجزایر است که در ناحیه ابیض سیدی شیخ واقع شده‌است.
 اربوات  ۴٬۳۲۱ نفر جمعیت دارد.